# Lanmei Airlines
Lanmei Airlines (Campuchia) (tiếng Khmer: ឡានម៉ីអ៊ែរឡាញ) là một hãng hàng không giá rẻ của Trung Quốc đăng ký tại Campuchia. Công ty có kế hoạch khai thác các dịch vụ hành khách theo kế hoạch từ Phnôm Pênh, sử dụng máy bay A320. Việc thành lập được chấp thuận về nguyên tắc từ chính phủ Campuchia. Lanmei Airlines khởi đầu 4 lần/tuần các tuyến Phnôm Pênh-Hà Nội và Phnôm Pênh-Siem Reap-Thành phố Hồ Chí Minh phục vụ từ 15/9/2017 và 3 lần/tuần Phnôm Pênh-Siem Reap-Macau-Phnôm Pênh phục vụ từ 16/9/2017. Lanmei là tên viết tắt của sông Lancang-Mekong.

## Giới thiệu
Lanmei là tên viết tắt của sông Lancang-Mekong. Sông Lancang, còn được gọi là sông Mêkong, thực chất là một dòng sông. Sông Mekong, một phần của sông Lancang trải dài ra khỏi Tây Nam Trung Quốc, chảy qua Myanmar, Lào, Thái Lan, Campuchia, và Việt Nam và ra Biển Đông. Việc nhận dạng hãng hàng không Lanmei giống như một con công đang xòe rộng đuôi. Lanmei Airlines chọn con công làm logo vì nó tượng trưng cho vật tổ thuận lợi trong văn hoá phương Đông và phương Tây. Sáu lông của biểu tượng giống như cánh đại diện cho sáu quốc gia sông Mêkông là cộng đồng cùng uống chung dòng nước. Logo cũng giống như một động cơ máy bay đang quay, có nghĩa cung cấp lực đẩy mới và vững chắc cho sáu quốc gia này. Có trụ sở tại Phnom Pehn và Siem Reap, Lanmei Airlines là một công ty vận chuyển hàng không của Campuchia, có chiến lược xây dựng sự đồng thuận, giúp phát triển và chia sẻ lợi ích. Là một công ty mới và chi phí thấp, Lanmei Airlines phấn đấu để xây dựng "đường cao tốc" cho hợp tác với Lancang-Mekong và cam kết trở thành công ty hàng đầu trong ngành du lịch và hàng không Campuchia.

## Điểm đến
|  | Sân bay căn cứ (Hub)              |
|  | Điểm đến trong tương lai (Future) |
|  | Điểm đến theo mùa (Seasonal)      |

| Thành phố             | Quốc gia    | IATA | ICAO | Sân bay                             | Ghi chú  | Tham khảo |
| --------------------- | ----------- | ---- | ---- | ----------------------------------- | -------- | --------- |
| Bangkok               | Thái Lan    | BKK  | VTBS | Sân bay quốc tế Suvarnabhumi        |          | [ 1 ]     |
| Hà Nội                | Việt Nam    | HAN  | VVNB | Sân bay quốc tế Nội Bài             | Tạm dừng |           |
| Hong Kong             | Hồng Kông   | HKG  | VHHH | Sân bay quốc tế Hong Kong           | Tạm dừng |           |
| Jakarta               | Indonesia   | CGK  | WIII | Sân bay quốc tế Soekarno-Hatta      | Tạm dừng |           |
| Koror                 | Palau       | ROR  | PTRO | Sân bay quốc tế Roman Tmetuchl      | Tạm dừng |           |
| Kuala Lumpur          | Malaysia    | KUL  | WMKK | Sân bay quốc tế Kuala Lumpur        |          |           |
| Ma Cao                | Ma Cao      | MFM  | VMMC | Sân bay quốc tế Macau               | Tạm dừng |           |
| Manila                | Philippines | MNL  | RPLL | Sân bay quốc tế Ninoy Aquino        | Tạm dừng |           |
| Phnôm Pênh            | Campuchia   | PNH  | VDPP | Sân bay quốc tế Phnôm Pênh          | Tạm dừng |           |
| Quảng Châu            | Trung Quốc  | CAN  | ZGGG | Sân bay quốc tế Bạch Vân Quảng Châu |          |           |
| Siem Reap             | Campuchia   | REP  | VDSR | Sân bay quốc tế Siem Reap           | Tạm dừng |           |
| Sihanoukville         | Campuchia   | KOS  | VDSV | Sân bay quốc tế Sihanoukville       | Tạm dừng |           |
| Singapore             | Singapore   | SIN  | WSSS | Sân bay Changi Singapore            | Tạm dừng | [ 2 ]     |
| Thành phố Hồ Chí Minh | Việt Nam    | SGN  | VVTS | Sân bay quốc tế Tân Sơn Nhất        |          |           |

## Đội bay
Độ tuổi trung bình đội bay tính đến tháng 6 năm 2022 là 14.4 năm.
Tính đến tháng 6 năm 2022, đội bay Lanmei Airlines bao gồm các loại máy bay sau:
| Đội bay         | Đang hoạt động | Đặt hàng | Hành khách | Ghi chú |
| --------------- | -------------- | -------- | ---------- | ------- |
| Airbus A320-200 | 4              | —        | 144        |         |
| Airbus A321-200 | 2              | —        | 214        |         |
| Tổng cộng       | 6              | —        |            |         |